# Sculptris
O Sculptris é um software gratuito para desenho de esculturas em 3 dimensões. 
Esse software tem como objetivo modelar formas 3d. Sua interface apresenta a representação de uma massa de modelar em forma esferica, onde é possível a criação de vários objetos e formas.
Este Software foi desenvolvido inicialmente como um hobby de seu projetista, Tomas Pettersson que se juntou no final de julho de 2010 à Pixologic, empresa que atualmente detém o domínio do Sculptris.